# 亞瑟·奧肯
亞瑟·馬文·奧肯（英語：Arthur Melvin Okun，1928年11月28日—1980年3月23日），小名，生於美國新澤西州泽西市，美國總體經濟學家，耶魯大學經濟系教授，屬於新凱恩斯學派。曾在1964年至1969年間，進入美国总统经济顾问委员会擔任主席。
他最為人熟知的，是提出了奧肯法則。痛苦指數（Misery index）也是由他提出的。

## 外部連結
- 亞瑟·馬文·奧肯自傳 （页面存档备份，存于）